# Bình Thuận, Buôn Hồ
Bình Thuận là một xã thuộc thị xã Buôn Hồ, tỉnh Đắk Lắk, Việt Nam.

## Địa lý
Xã Bình Thuận nằm ở phía nam thị xã Buôn Hồ, có vị trí địa lý:
- Phía đông giáp xã Ea Siên và huyện Krông Pắc
- Phía tây giáp phường Bình Tân và xã Cư Bao
- Phía nam giáp huyện Krông Pắc
- Phía bắc giáp xã Ea Siên và phường Bình Tân.

Xã Bình Thuận có diện tích 44,64 km², dân số năm 2008 là 13.415 người, mật độ dân số đạt 301 người/km².

## Lịch sử
Trước đây, Bình Thuận là một xã thuộc huyện Krông Búk.
Ngày 26 tháng 5 năm 1992, Ban Tổ chức Chính phủ ban hành Quyết định số 313-TCCP
 về việc thành lập xã Ea Siên trên cơ sở điều chỉnh 950 ha diện tích tự nhiên và 500 người của xã Bình Thuận.
Sau khi điều chỉnh địa giới, xã Bình Thuận còn 4.600 ha diện tích tự nhiên với 6.869 nhân khẩu; gồm 3 Hợp tác xã: Bình Minh, Bình Hoà, Bình Thành.
Ngày 23 tháng 12 năm 2008, Chính phủ ban hành Nghị định 07/NĐ-CP về việc:
- Chuyển xã Bình Thuận về thị xã Buôn Hồ mới thành lập
- Điều chỉnh 312,2 ha diện tích tự nhiên của xã Thống Nhất về xã Bình Thuận quản lý.

Sau khi điều chỉnh địa giới hành chính, xã Bình Thuận có 4.463,57 ha diện tích tự nhiên và 13.415 người.